# Robert Mark Kamen
Pour les articles homonymes, voir Kamen.
Robert Mark Kamen est un scénariste et producteur américain, né le 9 octobre 1947 dans le Bronx à New York.
Il est principalement connu comme créateur de Karaté Kid. Il est également connu pour ses collaborations avec Luc Besson, notamment pour Le Cinquième Élément, Le Transporteur ou encore Taken.

## Biographie
Robert Mark Kamen nait dans le Bronx à New York en 1947. Il est diplômé de l'université de New York en 1969. Il reçoit ensuite son Philosophiæ doctor en « Études Américaines » à l'université de Pennsylvanie,.
Sa carrière cinématographique commence au début des années 1980. Il coécrit le scénario de Taps de Harold Becker qui sort en 1981. Il écrit ensuite le scénario de Karaté Kid. Le récit est semi-autobiographique : en 1964 alors qu'il est âgé de 17 ans, il se fait agresser par une bande après la foire internationale de New York. Il décide alors d'apprendre à se défendre lui-même avec les arts martiaux. Non satisfait de son premier professeur, il décide d'apprendre le karaté Gōjū-ryū (style venu d'Okinawa) avec un professeur ne parlant même pas anglais mais ayant été un étudiant de Chōjun Miyagi, le fondateur du Gōjū-ryū. Pris sous son aile par le scénariste-producteur Frank Price (en), il est informé que le producteur Jerry Weintraub a mis une option sur un article de presse à propos d'un jeune homme et sa mère célibataire qui se défendent eux-mêmes contre une bande voisine. Robert Mark Kamen combine alors sa propre expérience et l'article de presse pour développer le script de Karaté Kid. Le film sort en 1984 et est un succès mondial, aussi bien public que critique. Robert Mark Kamen participe à l'écriture des suites, Karaté Kid : Le Moment de vérité 2 et Karaté Kid 3, qui sortent respectivement en 1986 et 1989.
Il officie pour la première fois comme producteur sur le film Punisher de Mark Goldblatt, qui sort en 1989 et sur lequel il fait également des réécritures (sans être crédité au générique comme scénariste).
Il participe ensuite à la réécriture du script de Jeffrey Boam pour L'Arme fatale 3 (1992) de Richard Donner, même si peu de ses idées sont finalement conservées.
Il collabore pour la première fois avec Luc Besson pour un ambitieux film de science-fiction français, Le Cinquième Élément, sorti en 1997. À partir des années 2000, il ne travaille quasiment que sur des films d'EuropaCorp, la société de Luc Besson, comme Le Baiser mortel du dragon, la trilogie Le Transporteur, Bandidas, la trilogie Taken ou encore Colombiana.

### Autres activités
En 1980, après avoir été payé 135 000 $ pour son premier scénario (finalement jamais produit), il acquiert un immense terrain de 280 acres (environ 1,13 km2) sur le mont Veeder (AVA) dans le comté de Sonoma en Californie. Il fait transformer 46 acres en vignoble en 1981. Les premières grappes sont vendus en 1984. Un incendie ravage les lieux en 1996. La première bouteille de vin au nom de Kamen, du Cabernet sauvignon, est produite en 1999. Il produit également du cépage Syrah,

## Filmographie
Sauf indication contraire, les informations mentionnées dans cette section peuvent être confirmées par la base de données cinématographiques IMDb,  présente dans la section « Liens externes ».

### Comme scénariste
- 1981 : Taps de Harold Becker
- 1982 : Split Image de Ted Kotcheff
- 1984 : Karaté Kid (The Karate Kid) de John G. Avildsen
- 1986 : Karaté Kid : Le Moment de vérité 2 (The Karate Kid, Part II) de John G. Avildsen
- 1989 : Karaté Kid 3 (The Karate Kid, Part III) de John G. Avildsen
- 1992 : Gladiator de Rowdy Herrington
- 1992 : La Puissance de l'ange (The Power of One) de John G. Avildsen
- 1992 : L'Arme fatale 3 (Lethal Weapon 3) de Richard Donner
- 1995 : Les Vendanges de feu (A Walk in the Clouds) d'Alfonso Arau
- 1997 : Le Cinquième Élément (The Fifth Element) de Luc Besson
- 1997 : Ennemis rapprochés (The Devil's Own) d'Alan J. Pakula (participation à des réécritures non créditées)
- 1997 : L'Associé du diable (The Devil's Advocate) de Taylor Hackford (participation à des réécritures non créditées)
- 2001 : Le Baiser mortel du dragon (Kiss of the Dragon) de Chris Nahon
- 2002 : Le Transporteur (The Transporter) de Louis Leterrier et Corey Yuen
- 2003 : Black Sash (série TV) (également créateur)
- 2005 : Le Transporteur 2 (Transporter 2) de Louis Leterrier
- 2006 : Bandidas de Joachim Rønning et Espen Sandberg
- 2008 : Taken de Pierre Morel
- 2008 : Le Transporteur 3 d'Olivier Megaton
- 2010 : Karaté Kid (The Karate Kid) de Harald Zwart (histoire)
- 2011 : Colombiana d'Olivier Megaton
- 2012 : Taken 2 d'Olivier Megaton
- 2014 : Brick Mansions de Camille Delamarre
- 2015 : Taken 3 d'Olivier Megaton
- 2016 : The Warriors Gate (勇士之門) de Matthias Hoene
- 2019 : La Chute du Président (Angel Has Fallen) de Ric Roman Waugh

### Comme producteur
- 1989 : Punisher (The Punisher) de Mark Goldblatt
- 2003 : Black Sash (série TV)

### Autres
- 2005 : Danny the Dog de Louis Leterrier - consultant créatif
- 2014 : Brick Mansions de Camille Delamarre - consultant artistique